# 津軽海峡・冬景色

竜飛崎近くにある、津軽海峡・冬景色の歌碑

青函連絡船メモリアルシップ八甲田丸横にある、津軽海峡・冬景色歌碑

「津軽海峡・冬景色」（つがるかいきょう・ふゆげしき）は、1977年1月1日に発売された石川さゆりのシングルである。
当曲の大ヒットにより、石川は同年末の第19回日本レコード大賞歌唱賞、'77FNS歌謡祭グランプリ・最優秀歌唱賞などの音楽賞を獲得した。石川がアイドル歌手から本格的演歌歌手へと変貌した曲であり、その後も演歌を代表する楽曲として世代を問わず親しまれている。

## 解説
元々1976年11月に発売された石川のコンセプトアルバム『365日恋もよう』の1曲だった。少女が大人の女へと成長していく1年間を12曲で描いた同アルバムの最後を飾る12月の曲として制作された。タイトルが先に決まっており、三木たかしが作曲したメロディに阿久悠が作詞をした。その際に阿久側から「津軽海峡冬景色」のフレーズで終わるように要望があった。歌詞の内容は、東京を発って本州最北端の青森県にたどり着き、津軽海峡をこえて北海道に渡る人々を描いた叙事詩である。
この曲は当時、東京都にとって北日本（北陸地方を含む）への玄関口であった上野駅から夜行列車に乗り、雪が降る青森県・青森駅で降りて、黙ったままボーディング・ブリッジを渡って本州から津軽海峡を隔てた北海道・函館駅に向かう青函連絡船へと乗り継いで行く人々の描写がある。すなわち、北海道に縁がある人々の移動を表現したものである。歌詞には青森県の風景が織り込まれているが、青森県民の日常的行為ではない。
発売当時、首都圏と北海道との間の交通手段は（旅客機やフェリーの他に）、青函連絡船を介した日本国有鉄道の列車があった。この頃は東北本線経由の「はくつる」「八甲田」、常磐線経由「ゆうづる」「十和田」などの夜行列車があり、青函連絡船への接続を前提に多数運転されていた。歌詞は竜飛崎の回想までで、青函連絡船上の津軽海峡で北海道に帰る女性の心情を吐露させて終わる。
この曲は三木が作曲だけでなく、編曲も手掛けている。「イメージの中の“荒波”がどこかにあったので、イントロから作りだした」と、NHKスペシャル「三木たかし〜時代を彩った作曲家〜」（2009年放送）で語っている。イントロのテナーサックス演奏は佐野正明。
歌のタイトルの「津軽海峡」の後に中黒（・）を入れた理由を阿久自身は覚えておらず、後には「津軽海峡冬景色」という一つの象徴語なので、中黒は不要だと考えるようになったという。

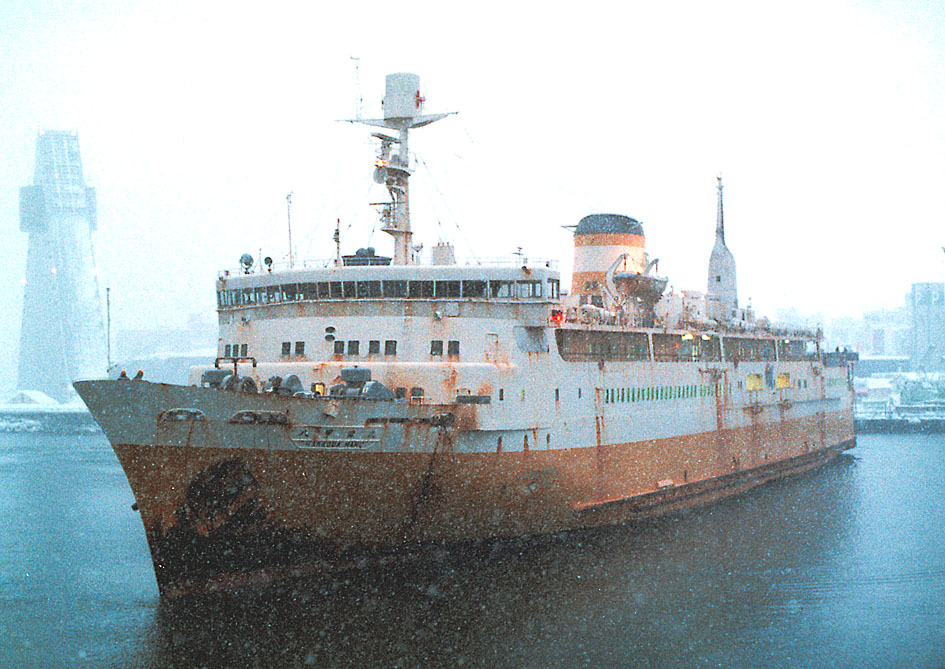
青函連絡船・八甲田丸
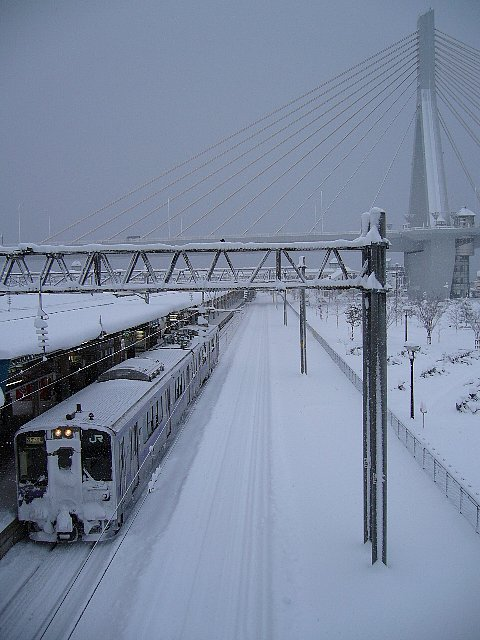
雪の青森駅（2005年12月）

高度経済成長期の1960年代以降、東京都と札幌市との間の移動は、従前の国鉄列車と青函連絡船の乗り継ぎから、飛行機の時代に次第に移行していく。1970年代初頭には東京国際空港と千歳空港の間に日本航空のジャンボジェット機（ボーイング747）の運航が始まり、1974年以後は青函連絡船の利用が減少傾向に転じるなど、本州と北海道との間の移動の障壁の象徴である津軽海峡は次第に存在感を失っていくことになる。

### 売上げ
累計売上はミリオンセラー。

### エピソード
- 本曲に歌われる青函連絡船は、青函トンネルの開通に伴い1988年に終航。上野と青森を結ぶ夜行列車も、これに先立つ1982年の東北新幹線開業以降は徐々に縮小し、2014年3月15日の「あけぼの」定期運転終了をもって全廃となった[注 3]。さらに2016年の北海道新幹線開業により、北海道への玄関口となる青森市内の鉄道駅は新青森駅へ完全移行し、青森駅から北海道へ向かう旅客列車の設定は無くなっている。
- 現在も運航している青函航路としては青函フェリーおよび津軽海峡フェリーが存在するが[注 4]、いずれも青森駅・函館駅から離れたターミナルより発着している。
- 1995年7月には青森市の青函連絡船メモリアルシップ八甲田丸横、1996年7月には外ヶ浜町の竜飛岬と、歌詞に登場するゆかりの地にそれぞれ歌碑が建立されている[3]。
- 青森商工会議所の関係者が「あの歌のおかげで青森は暗いというイメージができて困る」と作詞者の阿久に苦言を呈したことがある[5]。
- 2016年2月から放送の、トミー・リー・ジョーンズ主演のサントリーBOSSのCM「北海道新幹線編」に、石川が喫茶店の店主役で出演、ジョーンズの前で青函連絡船の時代を懐古しながら、同曲をアカペラで披露している。
- 昭和の歌・心に残る歌200では10位にランクインした。昭和51年(1976年)発表は上位10曲の中では最も新しい歌でもあった。

## 収録曲
- 両楽曲共に、作詞：阿久悠／作曲：三木たかし

1. 津軽海峡・冬景色（3分43秒）
編曲：三木たかし
2. 野の花のように（4分17秒）
編曲：竹村次郎

## NHK紅白歌合戦
- 石川はNHK『NHK紅白歌合戦』で、紅白初出場となった1977年（第28回）をはじめ、1982年（第33回）、1993年（第44回）、2000年（第51回）に披露。2007年（第58回）からは隔年で「天城越え」と交互に歌うようになり、これ以降の本曲は奇数年・偶数回次に歌唱している。
- 1993年、2007年、2011年（第62回）、2017年（第68回）と4回紅組トリで披露したが、紅組における同一曲でのトリ回数では「天城越え」と並ぶ、紅白歌合戦では史上最多記録である（白組を含めたものでは北島三郎の「まつり」の5回に次ぐ歴代2位タイ）。
- 上述にもあるが、2007年の第58回では阿久の追悼として、石川が紅組トリで同曲を歌唱した（白組トリおよび大トリも同じく阿久が作詞の「契り」を、五木ひろしが歌った）。また、2009年の第60回でも三木を追悼し同曲を歌唱した。
- 2005年にNHKが実施した「スキウタ〜紅白みんなでアンケート〜」では、紅組39位にランクインされた（但し、同年の紅白歌合戦で石川が歌唱したのは「スキウタ」で紅組16位だった「天城越え」）。

## カバー・トリビュート
- 1978年に細川たかしがカバー。アルバム『昭和演歌名曲集 Vol.3〜ぬくもり〜』に収録。
- 1979年に小林幸子がカバー。アルバム『おもいで酒』に収録。
- 1979年にテレサ・テンが北京語（普通話）による『一片落葉』としてカバー。アルバム『島國之情歌第六集』に収録。
- 1979年にバンドネオン奏者、ホセ・リベルテーラがカバー。（アルバム『タンゴ・ミーツ・ジャパン』）
- 1983年に台湾の蔡幸娟が日本語と北京語（標準中国語）による『黄昏的海辺』としてカバー。アルバム『夏威夷航路』に収録。
- 1995年に台湾の黃乙玲が台湾語による『咱的一生咱的愛』としてカバー。アルバム『紅的演歌1』に収録。
- 2003年に台湾の蔡小虎が台湾語による『最痴情的人』としてカバー。アルバム『虎之演歌・貳』に収録。
- 2007年1月18日にはバンダイナムコゲームスのゲーム『THE IDOLM@STER』のオフィシャルグッズとして、ネット通販限定で販売されたカバー曲CD『Your Song』にキャラクターの1人「萩原雪歩（落合祐里香）」のカバー曲として収録された（2007年10月3日発売の「MASTER ARTIST 09」に再収録）。
- 2009年に、あがた森魚がカバー。アルバム『歌鬼2〜阿久悠 vs. フォーク〜』収録。
- 2009年に、水田竜子がカバー。アルバム『旅うた〜風の宿・紅花の宿〜』収録。
- 2010年に、小野大輔（平和島静雄 役） がテレビアニメ『デュラララ!!』DVD3巻完全生産限定版の付属CDでカバーした。
- 2011年に、アンジェラ・アキがカバーした（アルバム『WHITE』収録）。2011年9月14日発表の有線演歌歌謡曲チャートで1位を獲得した[6]。こちらはアンジェラが出演するユニクロのCMでも歌われている。
- 2011年に、山崎まさよしがカバーした（アルバム『Concert at SUNTORY HALL』収録）。映像ソフト化もされている。
- 2013年に、岩佐美咲がカバーした（シングル「もしも私が空に住んでいたら」収録）。
- 石原詢子・大石まどか[要出典][いつ?]
- 2015年に花見桜こうきがカバー。アルバム『花見便り～俺の女唄名曲集～』に収録。
- 2015年に最上川司がカバー。アルバム『奥の唄道』に収録。
- 2019年に、AKINO from bless4が12月21日に開催されたbless4のアコースティックライブ『Winterだぜ＊╰(*´ω`*)╯＊』にて披露。
- 2021年に、阿部真央がカバーした（アルバム『MY INNER CHILD MUSEUM』収録）。
- 2021年に、深海合唱団がカバーした。
- 2021年に、矢野顕子がカバー。アルバム『音楽はおくりもの』に収録。
- 2023年に、吉幾三がカバー。アルバム『あの頃の青春を詩う vol.5 おんな唄編』に収録。